# 湯得陞
湯得陞（？—？），本籍福建，清朝武官官員。行伍出身。

## 生平
湯得陞於1863年（同治2年），以參將身分奉旨接替林得成，於台灣地區擔任台灣北路協副將。而隸屬台灣鎮之下的此官職是台灣清治時期中的這階段，台南以北之台灣中南部及北部的駐地最高武官將領。
1864年戴潮春民變中，湯得陞面對戴軍死守嘉義，直至台灣水師提督吳鴻源增援，才開門前後夾擊戴軍。該戰鬥被視為清朝平息民變的關鍵。